# 欧洲空间局

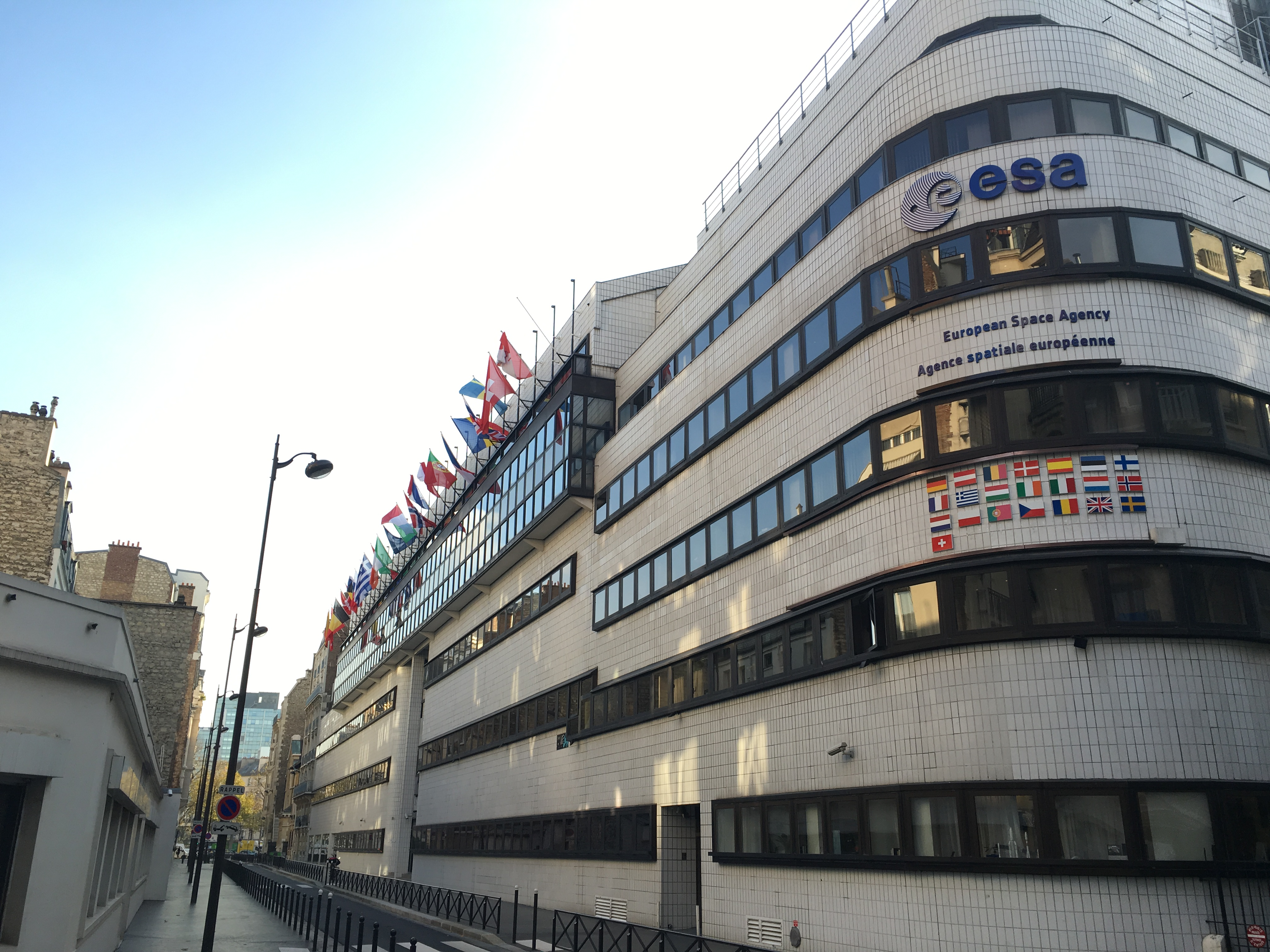
ESA在巴黎的總部

欧洲空间局（法語：Agence spatiale européenne）是由欧洲数国政府組成的國際空间探测和开发组织，总部设在法国首都巴黎。
欧洲空间局的前身，欧洲航天研究组织（European Space Research Organization，ESRO）经过1962年6月14日签署的一项协议，于1964年3月20日建立。如今它仍旧是ESA的一部分，称为欧洲空间研究与技术中心，位于荷兰诺德韦克。
ESA目前共有19个成员国：奥地利、比利时、捷克、丹麦、芬兰、法国、德国、希腊、爱尔兰、意大利、卢森堡、荷兰、挪威、葡萄牙、西班牙、瑞典、瑞士、羅馬尼亞以及英国；另外，加拿大是ESA的準成員國（Associate Member）。法国是其主要贡献者（参见法國國家太空研究中心）。ESA並非隸屬欧盟的機構。歐盟轄下另有歐盟衛星中心（European Union Satellite Centre）。
ESA共有约2200名工作人员。其2011年的预算约为40亿欧元。
ESA的航天发射中心位于南美洲北部大西洋海岸的法屬圭亞那，占地约690平方公里，属法國國家太空研究中心领导，主要负责科学卫星、应用卫星和探空火箭的发射以及与此有关的一些运载火箭的试验和发射。由于此地靠近赤道，对火箭发射具有很大益处：纬度低，从发射点到入轨点的航程大大缩短，三子级不必二次启动；相同发射方位角的轨道倾角小，远地点变轨所需要的能量小，增加了同步轨道的有效载荷；向北和向东的海面上有一个很宽的发射弧度；人口、交通、气象条件理想等。目前，航天中心有阿里安第一、第二、第三发射场，是欧洲航天活动的主要基地。控制中心則位於德國的達姆施塔特。

## 译名
中國大陸譯為「欧洲空间局」；台灣則譯為「歐洲太空總署」；香港主流使用「歐洲太空總署」譯名，但有部份媒體譯為「歐洲航天局」。

## 主要项目
- 伽利略定位系统（Galileo positioning system） - 计划中的卫星定位系统
- 火星快车號（Mars Express） - 火星探测器
- 罗塞塔号航天探测器（Rosetta space probe） - 2004年发射的彗星探测器
- 哥倫布實驗艙（Columbus orbital facility） - 国际空间站的一个科学实验室
- ATV - 即自動運載飛船（Automated Transfer vehicle），一种可与国际空间站的进步号太空船（Progress spacecraft）相比的太空货船。
- Hipparcos - 空间的天体测定任务
- Smart 1 - 新推进技术试验
- 織女星運載火箭 - 计划中的小有效载荷运载火箭
- 金星快車 - 金星探測衛星，2006年4月11日發射
- 地球重力场和海洋环流探测卫星，2009年发射升空。它之前在距离地面260公里的地球轨道运行。与很多卫星在“寿终正寝”之后被抛弃在地球轨道上不同，2013年11月欧洲航天局将其引导进入地球大气层焚毁。这是欧洲航天局25年来首次执行卫星自由回落地球任务。
- 欧盟太空计划：为欧盟27个成员国和英国在航天领域的创新发展而设立的投资计划[3]。

ESA也是为了在5万年后重返地球的，载有给予未来人类消息的KEO卫星计划的发起者之一。
ESA与NASA合作的项目有：
- 哈勃太空望远镜
- 尤利西斯号探测器
- 卡西尼—惠更斯号
- 詹姆斯·韦伯空间望远镜

## 會員國及預算
欧洲空间局為跨國組織，共有18個會員國，各國於各強制性（佔2008年預算的25%）及選擇性（佔2008年預算的75%）的太空計畫，出資比例不尽相同。2008年預算為€30億歐元，2009年為36億歐元。
下表為各國於2011年預算及所佔比例：
| 會員國     | 加入時間       | 國家機構                 | 出资额 （百萬€） | 出资 占比 |
| ---------- | -------------- | ------------------------ | ---------------- | --------- |
| 法國       | 1980年10月30日 | 法國國家太空研究中心     | 751.4            | 18.8%     |
| 德国       | 1980年10月30日 | 德國航空太空中心         | 713.8            | 17.9%     |
| 義大利     | 1980年10月30日 | 義大利太空總署           | 380.0            | 9.5%      |
| 英国       | 1980年10月30日 | 英国宇航署               | 265.3            | 6.6%      |
| 西班牙     | 1980年10月30日 | 西班牙工業科技發展中心   | 201.9            | 5.1%      |
| 比利时     | 1980年10月30日 | 比利時聯邦科學政策辦公室 | 164.8            | 4.1%      |
| 荷蘭       | 1980年10月30日 | 荷蘭太空事務辦公室       | 84.2             | 2.1%      |
| 瑞士       | 1980年10月30日 | 瑞士太空事務辦公室       | 96.2             | 2.4%      |
| 瑞典       | 1980年10月30日 | 瑞典太空總署             | 59.9             | 1.5%      |
| 丹麦       | 1980年10月30日 | 丹麥技術大學太空中心     | 31.2             | 0.8%      |
| 爱尔兰     | 1980年12月10日 |             | 15.6             | 0.4%      |
| 挪威       | 1986年12月30日 | 挪威太空中心             | 63.2             | 1.6%      |
| 奥地利     | 1986年12月30日 | 奧地利研究資助組織       | 54.0             | 1.3%      |
| 芬兰       | 1995年1月1日   | 芬蘭商務公司             | 20.1             | 0.5%      |
| 葡萄牙     | 2000年11月14日 | 葡萄牙科學與技術基金     | 15.8             | 0.4%      |
| 希腊       | 2005年3月9日   | 希臘航天局               | 14.9             | 0.4%      |
| 盧森堡     | 2005年6月30日  | 盧森堡創新局             | 11.5             | 0.3%      |
| 捷克       | 2008年7月8日   | 捷克航天局               | 10.4             | 0.3%      |
| 准会员国   |                |                          |                  |           |
| 加拿大     | 1979年1月1日   | 加拿大太空局             | 20.5             | 0.5%      |
| 以上总计   |                |                          | 2,975.0          | 74.5%     |
| 欧洲联盟   | 2004年5月28日  | 歐洲太空總署             | 777.9            | 19.5%     |
| ECS states | various        | various                  | 7.9              | 0.2%      |
| 其他收入   | —              | —                        | 233.0            | 5.8%      |
| ESA總額    |                |                          | 3,993.8          | 100.0%    |